# Lamprosema platyproctalis
Lamprosema platyproctalis là một loài bướm đêm trong họ Crambidae.